# Гост Лукреций Триципитин
Гост Лукреций Триципитин (лат. Hostus Lucretius Tricipitinus) — римский политический деятель конца V века до н. э.
Триципитин происходил из патрицианского рода Лукрециев. Его отцом был консул Луций Лукреций Триципитин. О нём ничего неизвестно, кроме того, что он был консулом в 429 году до н. э. Его коллегой был Луций Сергий Фиденат.